# كلارك موراي (سياسي)
كلارك موراي هو سياسي كندي، ولد في 24 يوليو 1900 في زورا في كندا، وتوفي في 28 نوفمبر 1983 في وودستوك في كندا. نشط حزبياً في الحزب الليبرالي الكندي. وقد انتخب عضو مجلس العموم الكندي.